# NGC 3300
NGC 3300 (również PGC 31472 lub UGC 5766) – galaktyka soczewkowata (SB0), znajdująca się w gwiazdozbiorze Lwa. Odkrył ją William Herschel 19 marca 1784 roku. Jest to galaktyka z aktywnym jądrem typu LINER.